# КУБ-4

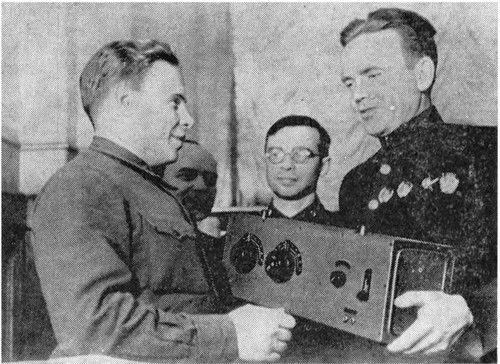
Э. Т. Кренкель (справа) вручает приёмник КУБ-4 В. С. Салтыкову

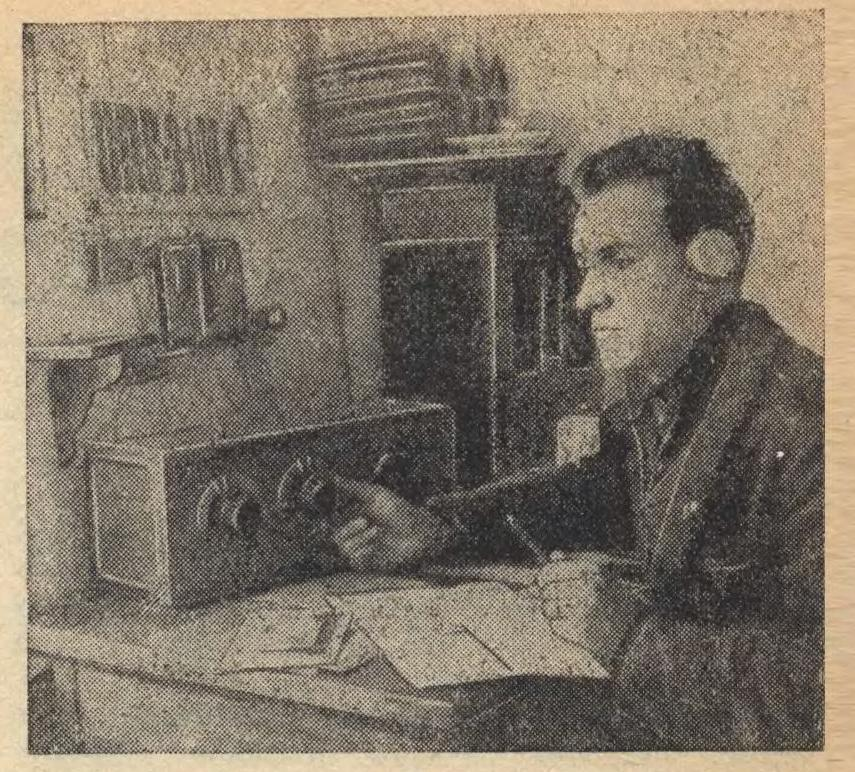
КУБ-4 как инструмент оператора-наблюдателя, 1941 г.

КУБ-4 — первый советский крупносерийный коротковолновый радиоприёмник. Выпускался с 1930 года в Ленинграде на заводе им. Казицкого, широко использовался в служебной и любительской радиосвязи.

## История
Приёмник разработала в ленинградской Центральной радиолаборатории группа ленинградских коротковолновиков — Б. Гук, С. Бриман, А. Кершаков и В. Доброжанский — так называемая «Коротковолновая ударная бригада», отсюда и название приёмника. Цифра 4 в названии означает «четырёхламповый» (фактически в приёмнике пять ламп, но одна из них не участвует в тракте усиления сигнала, см. раздел «Техническое описание»). За основу разработчики взяли приёмник Доброжанского, построенный им в 1928—1929 г. В 1930 г. началось серийное производство. КУБ-4 использовался повсеместно на низовых станциях коротковолновой связи в гражданских и военных организациях, на любительских радиостанциях, а также как вещательный приёмник.
В частности, такой приёмник был в 1934 г. на радиостанции парохода «Челюскин», а после его катастрофы работал в ледовом лагере. В 1937 г., отправляясь в экспедицию на дрейфующей станции «Северный полюс-1», Э. Т. Кренкель учредил приз первому советскому радиолюбителю, который установит с ним двустороннюю связь — свой личный приёмник КУБ-4. Приз получил ленинградец Василий Салтыков (U1AD). Сейчас этот приёмник находится в Москве, в музее радио и радиолюбительства им. Э. Т. Кренкеля.
КУБ-4 производился (в варианте КУБ-4М), по крайней мере, до начала 1940-х гг.
С 1931 года завод им. Козицкого выпускал еще два коротковолновых приемника, основанных на схеме КУБ-4: трёхламповый КУБ-2 без усилителя низкой частоты (использовался главным образом в трансляционных сетях) и четырёхламповый КУБ-3 без усилителя высокой частоты. КУБ-3 предназначался для любителей, поэтому был рассчитан на применение более дешевых ламп.

## Техническое описание

### КУБ-4
Приёмник КУБ-4 — прямого усиления, с регенеративным детектором, собран на пяти электронных лампах советского производства. Содержит усилитель радиочастоты на тетроде, детектор и два каскада усиления низкой частоты на триодах. Ещё один триод применен в качестве регулирующего элемента в цепи регулировки обратной связи в детекторе. Приём ведётся на высокоомные головные телефоны (наушники). Перестройка по частоте осуществляется двумя переменными конденсаторами (отдельно настраиваются УРЧ и детектор).
Полный диапазон принимаемых частот — 1,5…30 МГц — разбит на пять поддиапазонов. Для переключения поддиапазона необходимо заменить две катушки индуктивности, соответственно, к приёмнику придавалось пять комплектов катушек. Неиспользуемые катушки закрепляются с внутренней стороны верхней части корпуса, у приёмников некоторых выпусков — хранятся в отдельном ящике.
Для работы КУБ-4 требуется источник постоянного тока со следующими напряжениями:
- +120 В (анодные цепи);
- +40 В (экранирующая сетка тетрода);
- +4 В (накал);
- −2 В (напряжение смещения).

Потребляемые токи (в зависимости от типа примененных ламп):
- анодных и экранных цепей в сумме — 18..20 мА;
- цепей накала — 260…410 мА.

Приёмник собран в металлическом ящике, разделенном внутри на три экранированных отсека: УРЧ, детектора и УНЧ. Габариты — 500×143×180 мм, масса — 8 кг.

### КУБ-4М

КУБ-4М. Под верхней крышкой крепятся сменные катушки

КУБ-4М выпускали со второй половины 1930-х гг. для ВМФ СССР. Внешне он отличается от КУБ-4 внутренней компоновкой, габаритами и пропорциями корпуса. Достоверных данных о схемных отличиях не найдено.